# Председатели комитетов и постоянных комиссий Совета Федерации
Комитеты Совета Федерации образуются для разработки базовых, концептуальных предложений по реализации конституционных полномочий Совета Федерации, предварительного рассмотрения одобренных Государственной Думой и переданных на рассмотрение Совета Федерации проектов законов Российской Федерации о поправках к Конституции Российской Федерации, федеральных конституционных законов, принятых Государственной Думой и переданных на рассмотрение Совета Федерации федеральных законов, а также других вопросов, отнесенных к ведению Совета Федерации Конституцией Российской Федерации, федеральными конституционными законами, федеральными законами.
В Совете Федерации I созыва и Совете Федерации, сформированном в соответствии с Федеральным законом от 5 декабря 1995 г. № 192-ФЗ «О порядке формирования Совета Федерации Федерального Собрания Российской Федерации» (включая переходный период до 1 января 2002 г.) было образовано 11 комитетов и 1 постоянная комиссия, в Совете Федерации, сформированном в соответствии с Федеральным законом от 5 августа 2000 г. № 113-ФЗ «О порядке формирования Совета Федерации Федерального Собрания Российской Федерации» – 16 комитетов и сначала 7, затем 10 постоянных комиссий. 25 ноября 2011 года все комитеты и комиссии были ликвидированы и было образовано 10 комитетов , которые стали преемниками ликвидированных комитетов и постоянных комиссий (постановление Совета Федерации № 491-СФ от 25 ноября 2011 г.).
Председатели комитетов и постоянных комиссий Совета Федерации избираются на заседании комитета (комиссии) и утверждаются в должности Советом Федерации ( 30 января 2002 г. председатели 16 комитетов и 7 комиссий, а 25 ноября 2011 года - председатели 10 комитетов были избраны Советом Федерации по результатам открытого голосования на заседании Совета Федерации).
До 2002 г.и после ноября 2011 года при прекращении полномочий депутатов/членов Совета Федерации специальные постановления об освобождении от должности председателя комитета (комиссии) не принимались. Полномочия председателей комитетов и комиссии Совета Федерации I созыва, как и всех депутатов, прекратились с момента начала работы Совета Федерации нового созыва.
После даты утверждения (30 января 2002 г. и 25 ноября 2011 г. – избрания) или освобождения от должности председателя комитета (комиссии) указан номер постановления Совета Федерации, которым произведено утверждение или освобождение от должности.

## Совет Федерации I созыва (11 января1994г. —23 января1996г.)
1. Комитет по конституционному законодательству и судебно-правовым вопросам — Костоев Исса Магометович (15 января 1994 г., № 14-I СФ — 23 января 1996 г.)
2. Комитет по вопросам экономической реформы, собственности и имущественных отношений — Зеленкин Виталий Афанасьевич (15 января 1994 г., № 15-I СФ — 23 января 1996 г.)
3. Комитет по делам Содружества Независимых Государств — Густов Вадим Анатольевич (15 января 1994 г., № 16-I СФ — 23 января 1996 г.)
4. Комитет по международным делам — Подопригора Владимир Николаевич (15 января 1994 г., № 17-I СФ — 23 января 1996 г.)
5. Комитет по социальной политике — Карелова Галина Николаевна (15 января 1994 г., № 18-I СФ — полномочия депутата Совета Федерации досрочно прекращены 15 января 1996 г., № 790-I СФ)
6. Комитет по вопросам науки, культуры и образования — Строев Евгений Алексеевич (15 января 1994 г., № 19-I СФ — 23 января 1996 г.)
7. Комитет по делам Федерации, Федеративному договору и региональной политике — Тарасенко Василий Георгиевич (31 января 1994 г., № 30-I СФ — 23 января 1996 г.)
8. Комитет по вопросам безопасности и обороны — Ширшов Пётр Петрович (31 января 1994 г., № 31-I СФ — 23 января 1996 г.)
9. Комитет по бюджету, финансовому, валютному и кредитному регулированию, денежной эмиссии, налоговой политике и таможенному регулированию — Гончар Николай Николаевич (1 февраля 1994 г., № 32-I СФ — полномочия депутата Совета Федерации досрочно прекращены 15 января 1996 г., № 787-I СФ)
10. Комитет по аграрной политике — Зволинский Вячеслав Петрович (1 февраля 1994 г., № 33-I СФ — полномочия депутата Совета Федерации досрочно прекращены 15 января 1996 г., № 788-I СФ)
11. Комитет по делам Севера и малочисленных народов — Цветков Валентин Иванович (7 апреля 1994 г., № 94-I СФ — полномочия депутата Совета Федерации досрочно прекращены 15 января 1996 г., № 800-I СФ)
12. Комиссия по Регламенту и парламентским процедурам — Крестьянинов Евгений Владимирович (2 февраля 1994 г., № 36-I СФ — 23 января 1996 г.)

## Совет Федерации (23 января1996г. —1 января2002г.)
1. Комитет по вопросам безопасности и обороны — Рябов Александр Иванович (24 января 1996 г., № 21-СФ — полномочия члена Совета Федерации прекращены 5 января 2000 г., № 2-СФ); Шабанов Иван Михайлович (29 марта 2000 г., № 33-СФ — 31 января 2001 г., № 4-СФ); Озеров Виктор Алексеевич (31 января 2001 г., № 5-СФ — полномочия члена Совета Федерации прекращены с 15 декабря 2001 г., № 393-СФ от 26 декабря 2001 г.)
2. Комитет по бюджету, финансовому, валютному и кредитному регулированию, денежной эмиссии, налоговой политике и таможенному регулированию (с 7 февраля 1996 г., № 66-СФ — Комитет по бюджету, налоговой политике, финансовому, валютному и таможенному регулированию, банковской деятельности) — Титов Константин Алексеевич (24 января 1996 г., № 23-СФ, полномочия председателя Комитета подтверждены 27 сентября 2000 г., № 238-СФ — полномочия члена Совета Федерации прекращены с 27 декабря 2001 г., № 396-СФ от 26 декабря 2001 г.)
3. Комитет по вопросам экономической политики — Беляков Александр Семенович (24 января 1996 г., № 25-СФ — полномочия члена Совета Федерации прекращены 8 октября 1996 г., № 340-СФ); Сапиро Евгений Саулович (14 ноября 1996 г., № 379-СФ — 24 декабря 1997 г., № 421-СФ); Яковлев Владимир Анатольевич (24 декабря 1997 г., № 421-СФ, полномочия председателя Комитета подтверждены 28 июня 2000 г., № 189-СФ — полномочия члена Совета Федерации прекращены с 1 января 2002 г., № 400-СФ от 26 декабря 2001 г.)
4. Комитет по международным делам — Десятников Василий Алексеевич (24 января 1996 г., № 27-СФ — полномочия члена Совета Федерации прекращены 13 ноября 1996 г., № 344-СФ); Прусак Михаил Михайлович (4 декабря 1996 г., № 393-СФ — полномочия члена Совета Федерации прекращены с 2 ноября 2001 г., № 323-СФ от 14 ноября 2001 г.); Маргелов Михаил Витальевич (с 14 ноября 2001 г., № 327-СФ)
5. Комитет по делам Содружества Независимых Государств — Богомолов Олег Алексеевич (24 января 1996 г., № 29-СФ — полномочия члена Совета Федерации прекращены с 26 апреля 2001 г., № 125-СФ от 16 мая 2001 г.); Густов Вадим Анатольевич (с 16 мая 2001 г., № 128-СФ)
6. Комитет по аграрной политике — Савченко Евгений Степанович (24 января 1996 г., № 31-СФ — 14 ноября 2001 г., № 326-СФ)
7. Комитет по науке, культуре, образованию, здравоохранению и экологии — Сударенков Валерий Васильевич (24 января 1996 г., № 33-СФ, полномочия председателя Комитета подтверждены 24 ноября 2000 г., № 286-СФ)
8. Комитет по делам Севера и малочисленных народов — Назаров Александр Викторович (24 января 1996 г., № 35-СФ — полномочия члена Совета Федерации прекращены с 18 января 2001 г., № 2-СФ от 31 января 2001 г.; с 31 января 2001 г., № 6-СФ)
9. Комитет по конституционному законодательству и судебно-правовым вопросам — Платонов Владимир Михайлович (6 февраля 1996 г., № 45-СФ — избран заместителем Председателя Совета Федерации 10 июня 1998 г., № 221-СФ); Собянин Сергей Семенович (10 июля 1998 г., № 334-СФ — полномочия члена Совета Федерации прекращены 27 сентября 2000 г., № 236-СФ); Леонов Виктор Васильевич (25 октября 2000 г., № 282-СФ — полномочия члена Совета Федерации прекращены с 20 декабря 2001 г., № 393-СФ от 26 декабря 2001 г.)
10. Комитет по вопросам социальной политики — Торлопов Владимир Александрович (6 февраля 1996 г., № 47-СФ — полномочия члена Совета Федерации прекращены с 21 декабря 2001 г., № 393-СФ от 26 декабря 2001 г.)
11. Комитет по делам Федерации, Федеративному договору и региональной политике — Сычев Анатолий Павлович (7 февраля 1996 г., № 50-СФ — полномочия члена Совета Федерации прекращены 28 января 1998 г., № 2-СФ); Скляров Иван Петрович (18 февраля 1998 г., № 61-СФ — полномочия члена Совета Федерации прекращены с 20 ноября 2001 г., № 356-СФ от 5 декабря 2001 г.)
12. Комиссия по регламенту и парламентским процедурам — Деревянко Виктор Васильевич (7 февраля 1996 г., № 49-СФ — полномочия члена Совета Федерации прекращены 12 февраля 1997 г., № 29-СФ); Бородаев Валерий Васильевич (13 февраля 1997 г., № 53-СФ — полномочия члена Совета Федерации прекращены 3 декабря 1997 г., № 385-СФ); Меркушкин Николай Иванович (3 декабря 1997 г., № 416-СФ — полномочия члена Совета Федерации прекращены с 30 ноября 2001 г., № 356-СФ от 5 декабря 2001 г.)

На 1 января 2001 г. в Совете Федерации оставалось 4 председателя комитетов: В.А. Густов, М.В. Маргелов, А.В. Назаров, В.В. Сударенков.

## Совет Федерации (1 января 2002 г. —  25 ноября 2011 г.)
1. Комитет по конституционному законодательству — Шарандин Юрий Афанасьевич (30 января 2002 г., № 39-СФ — 6 июля 2005 г., № 212-СФ; 6 июля 2005 г., № 227-СФ — 16 апреля 2008 г., № 128-СФ); Александров Алексей Иванович (25 апреля 2008 г., № 153-СФ — 28 апреля 2010 г., № 124-СФ; с 28 апреля 2010 г., № 152-СФ)
2. Комитет по судебно-правовым вопросам (с 29 марта 2002 г., № 173-СФ — Комитет по правовым и судебным вопросам) — Евстифеев Александр Александрович (30 января 2002 г., № 41-СФ — 28 января 2004 г., № 16-СФ); Вавилов Станислав Владимирович (11 февраля 2004 г., № 36-СФ — 27 марта 2007 г., № 99-СФ от 30 марта 2007 г.); Лысков Анатолий Григорьевич (30 марта 2007 г., № 126-СФ — 23 июня 2010 г., № 224-СФ; с 23 июня 2010 г., № 265-СФ)
3. Комитет по обороне и безопасности — Озеров Виктор Алексеевич (30 января 2002 г., № 43-СФ — 27 декабря 2005 г., № 452-СФ; 27 декабря 2005 г., № 490-СФ — 14 апреля 2010 г., № 109-СФ; с 14 апреля 2010 г., № 122-СФ)
4. Комитет по бюджету — Бушмин Евгений Викторович (30 января 2002 г., № 45-СФ — 21 сентября 2005 г., № 274-СФ; 21 сентября 2005 г., № 296-СФ — 19 июля 2010 г., № 347-СФ; с 19 июля 2010 г., № 373-СФ)
5. Комитет по финансовым рынкам и денежному обращению — Васильев Сергей Александрович (30 января 2002 г., № 47-СФ — 28 января 2004 г., № 6-СФ; 28 января 2004 г., № 22-СФ — 3 сентября 2007 г., № 381-СФ от 19 сентября 2007 г.); Ананьев Дмитрий Николаевич (26 октября 2007 г., № 454-СФ — 14 апреля 2010 г., № 108-СФ; с 14 апреля 2010 г., № 123-СФ)
6. Комитет по социальной политике (с 30 января 2008 г., № 15-СФ — Комитет по социальной политике и здравоохранению) — Петренко Валентина Александровна (30 января 2002 г., № 49-СФ — 26 января 2005 г., № 2-СФ; 26 января 2005 г., № 13-СФ — 28 января 2009 г., № 1-СФ; с 28 января 2009 г., № 22-СФ)
7. Комитет по экономической политике, предпринимательству и собственности — Оганян Оганес Арменакович (30 января 2002 г., № 51-СФ — 2 марта 2007 г., № 71-СФ; с 2 марта 2007 г., № 82-СФ)
8. Комитет по промышленной политике — Завадников Валентин Георгиевич (30 января 2002 г., № 53-СФ — полномочия члена Совета Федерации и председателя Комитета прекращены с 16 октября 2002 г., № 414-СФ от 30 октября 2002 г.; 30 октября 2002 г., № 433-СФ — 30 января 2008 г., № 6-СФ; с 30 января 2008 г., № 34-СФ)
9. Комитет по международным делам — Маргелов Михаил Витальевич (30 января 2002 г., № 55-СФ — 27 декабря 2004 г., № 451-СФ; 27 декабря 2004 г., № 468-СФ — 1 апреля 2009 г., № 82-СФ; с 1 апреля 2009 г., № 98-СФ); Косачёв, Константин Иосифович
10. Комитет по аграрно-продовольственной политике (с 6 июля 2007 г., № 260-СФ — Комитет по аграрно-продовольственной политике и рыбохозяйственному комплексу) — Стариков Иван Валентинович (30 января 2002 г., № 57-СФ — 28 апреля 2004 г., № 110-СФ); Горбунов Геннадий Александрович (12 мая 2004 г., № 139-СФ — 15 ноября 2006 г., № 353-СФ; с 15 ноября 2006 г., № 370-СФ)
11. Комитет по науке, культуре, образованию, здравоохранению и экологии (с 6 июля 2007 г., № 260-СФ — Комитет по науке, образованию, здравоохранению и экологии; с 30 января 2008 г., № 15-СФ — Комитет по образованию и науке) — Никитов Владимир Аполлонович (30 января 2002 г., № 59-СФ — полномочия члена Совета Федерации и председателя Комитета прекращены с 4 июля 2002 г., № 299-СФ от 10 июля 2002 г.); Шудегов Виктор Евграфович (25 сентября 2002 г., № 348-СФ — 26 мая 2004 г., № 144-СФ; 26 мая 2004 г., № 157-СФ — 2 декабря 2007 г., № 3-СФ от 30 января 2008 г.); Чеченов Хусейн Джабраилович (30 января 2008 г., № 33-СФ — 15 декабря 2010 г., № 553-СФ); Солонин Юрий Никифорович (с 24 декабря 2010 г., № 654-СФ)
12. Комитет по делам Федерации и региональной политике — Казаков Александр Иванович (30 января 2002 г., № 61-СФ — 9 апреля 2003 г., № 84-СФ; 9 апреля 2003 г., № 96-СФ — 26 декабря 2005 г., № 451-СФ от 27 декабря 2005 г.); Алтынбаев Рафгат Закиевич (8 февраля 2006 г., № 43-СФ — 19 сентября 2008 г., № 301-СФ; с 19 сентября 2008 г., № 316-СФ)
13. Комитет по делам Севера и малочисленных народов — Назаров Александр Викторович (30 января 2002 г., № 63-СФ — 15 октября 2003 г., № 259-СФ); Олейник Геннадий Дмитриевич (15 октября 2003 г., № 269-СФ — 5 октября 2005 г., № 299-СФ; 5 октября 2005 г., № 312-СФ — 26 мая 2010 г., № 181-СФ); Матвеев Александр Сафронович (с 9 июня 2010 г., № 221-СФ)
14. Комитет по вопросам местного самоуправления — Алтынбаев Рафгат Закиевич (30 января 2002 г., № 65 — 23 апреля 2003 г., № 110-СФ); Рокецкий Леонид Юлианович (11 июня 2003 г., № 154-СФ — 25 февраля 2005 г., № 33-СФ; 25 февраля 2005 г., № 54-СФ — 19 сентября 2007 г., № 390-СФ); Киричук Степан Михайлович (19 сентября 2007 г., № 409-СФ — 1 декабря 2010 г., № 517-СФ; с 1 декабря 2010 г., № 520-СФ)
15. Комитет по делам Содружества Независимых Государств — Густов Вадим Анатольевич (30 января 2002 г., № 67-СФ — 27 апреля 2005 г., № 114-СФ; 27 апреля 2005 г., № 137-СФ — 25 марта 2009 г., № 58-СФ; 25 марта 2009 г., № 80-СФ — 16 декабря 2009 г., № 495-СФ); Молчанов Андрей Юрьевич (с 16 декабря 2009 г., № 496-СФ)
16. Комитет по природным ресурсам и охране окружающей среды — Тихомиров Валерий Викторович (30 января 2002 г., № 69-СФ — 26 ноября 2003 г., № 307-СФ; 26 ноября 2003 г., № 330-СФ — 14 апреля 2004 г., № 77-СФ); Орлов Виктор Петрович (26 мая 2004 г., № 158-СФ — 8 июня 2005 г., № 171-СФ; 8 июня 2005 г., № 186-СФ — 20 февраля 2008 г., № 40-СФ; с 20 февраля 2008 г., № 68-СФ)
17. Комиссия по Регламенту и организации парламентской деятельности — Тулаев Николай Петрович (30 января 2002 г., № 71-СФ — 23 июня 2006 г., № 176-СФ; с 23 июня 2006 г., № 201-СФ)
18. Комиссия по контролю за обеспечением деятельности Совета Федерации — Кулаков Владимир Федорович (30 января 2002 г., № 73-СФ — 9 апреля 2003 г., № 83-СФ; 9 апреля 2003 г., № 97-СФ — 19 марта 2008 г., № 72-СФ; с 19 марта 2008 г., № 92-СФ)
19. Комиссия по взаимодействию со Счетной палатой Российской Федерации — Агапцов Сергей Анатольевич (30 января 2002 г., № 75-СФ — 9 июня 2004 г., № 182-СФ от 23 июня 2004 г.); Чернявский Валентин Семенович (23 июня 2004 г., № 194-СФ — 14 декабря 2005 г., № 408-СФ); Иванов Сергей Павлович (20 декабря 2005 г., № 449-СФ — 2 июня 2006 г., № 152-СФ; 2 июня 2006 г., № 172-СФ — 1 декабря 2010 г., № 516-СФ; с 1 декабря 2010 г., № 550-СФ)
20. Комиссия по методологии реализации конституционных полномочий Совета Федерации (до 30 января 2008 г., № 15-СФ) — Бурбулис Геннадий Эдуардович (30 января 2002 г., № 77-СФ — 15 октября 2003 г., № 261-СФ; 15 октября 2003 г., № 270-СФ — 16 ноября 2007 г., № 462-СФ)
21. Комиссия по делам молодежи и спорту (с 12 ноября 2008 г., № 375-СФ — Комиссия по делам молодежи и туризму) — Керпельман Ефим Львович (30 января 2002 г., № 79-СФ — 9 июня 2004 г., № 163-СФ); Мутко Виталий Леонтьевич (9 июня 2004 г., № 177-СФ — 21 февраля 2007 г., № 38-СФ; 21 февраля 2007 г., № 70-СФ — 12 мая 2008 г., № 174-СФ от 30 мая 2008 г.); Жидких Владимир Александрович (с 18 июня 2008 г., № 225-СФ)
22. Комиссия по информационной политике — Мезенцев Дмитрий Федорович (30 января 2002 г., № 81-СФ — 5 октября 2005 г., № 298-СФ); Нарусова Людмила Борисовна (8 февраля 2006 г., № 41-СФ — 25 мая 2007 г., № 186-СФ; 25 мая 2007 г., № 190-СФ — 17 июня 2009 г., № 194-СФ; 17 июня 2009 г., № 230-СФ — 13 октября 2010 г., № 418-СФ; с 13 октября 2010 г., № 431-СФ)
23. Комиссия по естественным монополиям — Одинцов Михаил Викторович (30 января 2002 г., № 83-СФ — 26 мая 2004 г., № 142-СФ; 29 сентября 2004 г., № 302-СФ — 15 ноября 2006 г., № 371-СФ от 24 ноября 2006 г.); Рыжков Николай Иванович (27 декабря 2006 г., № 501-СФ — 6 июля 2007 г., № 256-СФ; с 6 июля 2007 г., № 291-СФ)
24. Комиссия по национальной морской политике (с 6 октября 2006 г., № 308-СФ) — Попов Вячеслав Алексеевич (13 октября 2006 г., № 324-СФ — 30 марта 2007 г., № 102-СФ; с 30 марта 2007 г., № 127-СФ)
25. Комиссия по культуре (с 6 июля 2007 г., № 260-СФ) — Дзасохов Александр Сергеевич (11 июля 2007 г., № 372-СФ — 22 сентября 2010 г., № 380-СФ); Лопатников Виктор Алексеевич (с 10 ноября 2010 г., № 481-СФ)
26. Комиссия по жилищной политике и жилищно-коммунальному хозяйству (с 6 июля 2007 г., № 260-СФ) — Толкачев Олег Михайлович (11 июля 2007 г., № 374-СФ — 19 сентября 2007 г., № 388-СФ; 19 сентября 2007 г., № 402-СФ — 24 декабря 2010 г., № 597-СФ)
27. Комиссия по вопросам развития институтов гражданского общества (с 30 января 2008 г., № 15-СФ) — Шпигель Борис Исаакович (20 февраля 2008 г., № 69-СФ — 9 июня 2010 г., № 204-СФ; с 9 июня 2010 г., № 222-СФ)
28. Комиссия по физической культуре, спорту и развитию олимпийского движения (с 12 ноября 2008 г., № 375-СФ) — Фетисов Вячеслав Александрович (с 12 ноября 2008 г., № 403-СФ)

## Совет Федерации  (с 25 ноября 2011 г.)

###### Комитет Совета Федерации по конституционному законодательству и государственному строительству
( до 16 апреля 2014 года - Комитет Совета Федерации по конституционному законодательству, правовым и судебным вопросам, развитию гражданского общества)
- 2011-2012 Фёдоров Николай Васильевич — избран 25 ноября 2011 г. (№ 492-СФ) — полномочия члена Совета Федерации прекращены 21 мая 2012 года ( №98-СФ , 30 мая 2012 года)
- с 2012 Клишас Андрей Александрович — утвержден 30 мая 2012 г. (№ 123-СФ) — переутвержден 1 октября 2014 г.(№430-Сф) — переутвержден 3 октября 2018 г.  (№407-СФ) —переутверждён 25 сентября 2023 года (№555-СФ)

###### Комитет Совета Федерации по федеративному устройству, региональной политике, местному самоуправлению и делам Севера
- 2011-2014 Киричук Степан Михайлович — избран 25 ноября 2011 г. (№ 492-СФ) —  полномочия истекли 14 сентября 2014 года
- 2014-2017 Азаров Дмитрий Игоревич — утвержден 15 октября 2014 г.(№452-СФ) — полномочия члена Совета Федерации прекращены 25 сентября 2017 года (№347-СФ , 27 сентября 2017 года)
- 2017-2021 Мельниченко Олег Владимирович — утвержден 25 октября 2017 г.(№398-СФ) — полномочия сенатора прекращены 26 марта 2021 года (№89-СФ , 31 марта 2021 года)
- с 2021 Шевченко Андрей Анатольевич — утвержден 20 октября 2021 года (№452-СФ)  — полномочия истекают в сентябре 2026 года

###### Комитет Совета Федерации по обороне и безопасности
- 2011-2017 Озеров Виктор Алексеевич — избран 25 ноября 2011 г. (№ 492-СФ) —  утвержден 15 октября 2014 г.(№454-СФ) — освобождён от должности 12 июля 2017 года (№235-СФ)
- 2017-2023 Бондарев Виктор Николаевич — утвержден 27 сентября 2017 г.(№356-СФ) — переутвержден 4 октября 2022 г.(№439-СФ) — освобождён от должности 11 октября 2023 года (№577-СФ)
- с 2023 Булавин Владимир Иванович — утверждён 11 октября 2023 года (№578-СФ) — полномочия истекают в сентябре 2028 года

###### Комитет Совета Федерации по международным делам
- 2011-2014 Маргелов Михаил Витальевич — избран 25 ноября 2011 г. (№ 492-СФ) — полномочия истекли 14 сентября 2014 года
- 2014-2021 Косачев Константин Иосифович — утвержден 25 декабря 2014 г.(№734-СФ) - переутвержден 30 сентября 2015 г.(№376-СФ) —переутвержден 27 сентября 2017 г.(№357-СФ)  — освобождён от должности 17 марта 2021 года (№71-СФ)
- с 2021 Карасин Григорий Борисович — утвержден 17 марта 2021 года (№87-СФ)  — полномочия истекают в сентябре 2024 года

###### Комитет Совета Федерации по бюджету и финансовым рынкам
- 2011-2013 Бушмин Евгений Викторович —избран 25 ноября 2011 г. (№ 492-СФ) — полномочия председателя прекращены 30 октября 2013 года(№425-СФ)
- 2013-2019 Рябухин Сергей Николаевич — утвержден 30 октября 2013 г. (№425-СФ) — переутвержден 3 октября 2018 г.(№408-СФ)  — освобождён от должности 25 сентября 2019 года (№407-СФ)
- 2019-2019 Журавлёв Николай Андреевич — утвержден 25 сентября 2019 года (№420-СФ) — освобождён от должности 25 ноября 2019 года (№553-СФ)
- с 2020 Артамонов Анатолий Дмитриевич — утвержден 26 февраля 2020 года (№72-СФ) — переутвержден 23 сентября 2020 г.(№397-СФ) —  полномочия истекают в сентябре 2025 года

###### Комитет Совета Федерации по экономической политике
- 2011-2013 Молчанов Андрей Юрьевич — избран 25 ноября 2011 г. (№ 492-СФ) — утвержден 27 декабря 2011 г.(№561-СФ) — полномочия члена Совета Федерации прекращены 5 апреля 2013 года (№ 98-СФ , 17 апреля 2013 года)
- 2013-2017 Неёлов Юрий Васильевич — утвержден 26 июня 2013 г. (№ 267-СФ) — переутвержден 21 октября  2015 г.(№395-СФ) — освобождён от должности 29 ноября 2017 года (№495-СФ)
- 2017-2019 Мезенцев Дмитрий Фёдорович — утвержден 29 ноября 2017 г. (№498-СФ)— полномочия члена Совета Федерации прекращены 29 мая 2019 г.(№ 165-СФ)
- с 2019 Кутепов Андрей Викторович — утвержден 29 мая 2019 г. (№190-СФ) — переутвержден 6 октября 2021 г.(№440-СФ) — полномочия истекают в сентябре 2026 года

###### Комитет Совета Федерации по аграрно-продовольственной политике и природопользованию
- 2011-2016 Горбунов Геннадий Александрович — избран 25 ноября 2011 г. (№ 492-СФ) — утвержден 27 декабря 2011 г.(№563-СФ) — полномочия истекли 18 сентября 2016 года
- 2016-2018 Щетинин Михаил Павлович — утвержден 26 октября 2016 г.(№478-СФ) — полномочия истекли 18 сентября 2018 года
- 2018-2022 Майоров Алексей Петрович — утвержден 3 октября 2018 г.(№431-СФ) — освобождён от должности 2 ноября 2022 года (№495-СФ)
- с 2022 Двойных Александр Владимирович — утверждён 2 ноября 2022 г. (№496-СФ)— полномочия истекают в сентябре 2026 года

###### Комитет Совета Федерации по социальной политике
- 2011-2020 Рязанский Валерий Владимирович — избран 25 ноября 2011 г. (№ 492-СФ) — утвержден 12 октября 2016 г.(№459-СФ) — освобождён от должности 30 января 2020 года (№30-СФ)
- 2020-2023 Святенко Инна Юрьевна — утверждена 30 января 2020 года (№32-СФ) — освобождена от должности (в связи с повышением) 25 сентября 2023 года — полномочия истекают в сентябре 2024 года
- с 2023 Перминова Елена Алексеевна — утверждена 25 сентября 2023 года (№575-СФ) — полномочия истекают в сентябре 2024 года

###### Комитет Совета Федерации по науке, образованию и культуре
(до 16 апреля 2014 года - Комитет Совета Федерации по науке, образованию , культуре и информационной политике )
- 2011-2019 Драгункина Зинаида Фёдоровна — избрана 25 ноября 2011 г. (№ 492-СФ)  — утверждена 1 октября 2014 г.(№431-СФ)  — полномочия  истекли 19  сентября 2019 года
- с 2019 Гумерова Лилия Салаватовна — утверждена 25 сентября 2019 года (№422-СФ) — полномочия истекают в сентябре 2024 года

###### Комитет Совета Федерации по Регламенту и организации парламентской деятельности
- 2011-2012 Кикоть Владимир Яковлевич — избран 25 ноября 2011 г. (№ 492-СФ) — полномочия члена Совета Федерации прекращены 18 июня 2012 года (№164-СФ , 27 июня 2012 года )
- 2012-2017 Тюльпанов Вадим Альбертович— утвержден 27 июня 2012 г. (№195-СФ) — переутвержден 1 октября 2014 г.(№432-СФ). — полномочия члена Совета Федерации прекращены 4 апреля 2017 года (№88-СФ)
- 2017-2019 Кутепов Андрей Викторович — утвержден 24 мая 2017 г. (№137-СФ) — полномочия председателя прекращены 29 мая 2019 года(№166-СФ)
- с 2019 Тимченко Вячеслав Степанович — утвержден 29 мая 2019 г. (№191-СФ) — переутвержден 6 октября 2021 г.(№439-СФ) — полномочия  истекают в сентябре 2026 года

## Ссылка
- База правовых актов «Законодательство России»
- Совет Федерации.Документы Архивная копия от 18 января 2020 на Wayback Machine